# Hansel e Gretel (film 1987)
Hansel e Gretel (Hansel and Gretel) è un film del 1987 diretto da Len Talan e basato sulla classica fiaba dei fratelli Grimm, Hänsel e Gretel.

Tra gli interpreti figurano David Warner e Cloris Leachman.

## Trama
In una casa vicino a una foresta vivono due fratelli, un maschio e una femmina, di nome Hansel e Gretel. I loro genitori sono Stephane e Maria, la quale si lamenta del fatto che siano poveri. Un giorno Stephane porta i due figli al villaggio per saldare i conti con il fornaio, che dona a Gretel un sacchetto contenente briciole di torta. Il giorno dopo Hansel e Gretel vengono mandati dalla madre a raccogliere bacche nel bosco. I due bambini però si accorgono che nel sentiero in cui le raccoglievano sempre le bacche erano tutte finite. A quel punto i due per prenderle si addentrano nella famigerata foresta del nord, a loro insaputa abitato da demoni e dove erano già scomparsi molti bambini. Per tracciare il sentiero e non perdersi, Hansel e Gretel tracciano il sentiero con le briciole di torta che aveva dato loro il fornaio, ma gli uccelli le mangiano e Hansel e Gretel si smarriscono nella foresta maledetta, e giungono a una meravigliosa casa fatta di dolci e marzapane. I due scoprono che nella casa vive Griselda, una vecchia molto affabile che li ospita in casa sua. I due si fermano a dormire, ma quella notte Gretel sorprende Griselda a fare un rito satanico e scopre che è una strega. Va ad avvertire Hansel, ma ormai è troppo tardi. La strega rinchiude Hansel in una gabbia, intenzionata farlo ingrassare e mangiarlo, e schiavizza Gretel. Pochi giorni dopo Gretel scopre che i bambini di marzapane fuori dalla casa,erano le precedenti vittime di Griselda che li aveva cucinati e trasformati in marzapane. Gretel riesce a rubare lo scettro magico di Griselda trasformandola in marzapane al posto di Hansel. Successivamente la casa si scioglie e tutte le vittime della strega tornano umane. Hansel e Gretel si ricongiungono con i genitori che erano venuti a cercarli disperatamente. Lo scettro magico di Griselda si trasforma in soldi e Hansel e Gretel diventano ricchi.

## Produzione
Le riprese del film, appartenente alla raccolta Cannon Movie Tales, iniziarono nel maggio 1986 nei GG Studios di Tel-Aviv, nonostante inizialmente si fosse pensato di girare gli esterni a Budapest, in Ungheria, per sfruttare le lugubri foreste che la popolano. Poco prima dell'inizio delle riprese, il regista Len Talan ricevette infatti dalla produzione la conferma che avrebbe girato completamente negli studi e nelle location in Israele.
A causa dei costi di produzione e del budget limitato, i film della raccolta vennero girati in contemporanea: Hansel e Gretel venne realizzato insieme a La bella addormentata.
Ci furono vari dibattiti su come distruggere la casetta di marzapane della strega alla fine del film. Alcuni volevano che esplodesse, mentre il regista Len Talan voleva riprenderla in stop-action, lasciandola quindi consumare e cadere a pezzi lentamente. Ma il costo dell'effetto era troppo elevato. Aria BenIshay, lo scenografo, ebbe allora un'altra idea: contattò il locale dipartimento dei vigili del fuoco, che si trovava vicino al bosco in cui era stata costruita la casetta, e chiese loro di assistere la troupe nelle riprese. I pompieri si appostarono sul retro della casa e, al segnale del regista, pomparono attraverso le finestre e il tetto della casa la classica schiuma antincendio, colorata per l'occasione con decine di litri di colorante per alimenti. Insieme a spruzzi di fumo ed esplosioni, Len Talan ebbe la sua scena.

### Cast
David Warner, dopo il successo di Tron e la sua partecipazione alla fiaba horror In compagnia dei lupi, interpreta Stephan, il taglialegna padre di Hansel e Gretel. Nel film si presta anche alla sua prima e unica esperienza come cantante. Cloris Leachman, con il viso stravolto da trucco e protesi in lattice, è invece la strega Griselda.
Per il ruolo dei due fratellini, vennero scelti la tredicenne inglese Nicola Stapleton, protagonista di un altro film della serie, Biancaneve, e Hugh Pollard.

## Distribuzione
Dopo l'insuccesso a livello di critica de Il potere magico, i restanti film della serie vennero lanciati direttamente nel mercato home video, senza passare per le sale cinematografiche.
Nel 2005 è stato distribuito in DVD negli Stati Uniti dalla MGM/UA Home Entertainment e, nell'autunno 2009, il film è uscito anche in Italia, edito da 20th Century Fox.

## Colonna sonora
Segue un elenco dei brani inclusi nel film:
1. Punch and Judy's Dance - Hugh Pollard, Nicola Stapleton
2. The Fairy Song - Nicola Stapleton
3. Oh, What a Day - David Warner
4. Sugar and Spice - Cloris Leachman
5. The Witch Is Dead - Hugh Pollard, Nicola Stapleton